# Masato Sakai
Masato Sakai (jap. 坂井 聖人 Sakai Masato; ur. 6 czerwca 1995 w Yanagawie) – japoński pływak specjalizujący się w stylu motylkowym, wicemistrz olimpijski z 2016 roku.

## Kariera pływacka
W 2013 roku na mistrzostwach świata juniorów w Dubaju zajął drugie miejsce w konkurencji 200 m stylem motylkowym, w której uzyskał czas 1:56,82.
Dwa lata później Sakai wystartował na mistrzostwach świata seniorów w Kazaniu i na 200 m motylkiem z czasem 1:54,24 min uplasował się na czwartym miejscu.
Podczas igrzysk olimpijskich w Rio de Janeiro zdobył srebrny medal na dystansie 200 m stylem motylkowym, kiedy przypłynął 0,04 s za Amerykaninem Michaelem Phelpsem i uzyskał czas 1:53,40.

## Życie prywatne
Studiuje na Uniwersytecie Waseda w Tokio.